# Confederação Geral do Trabalho (Espanha)
A Confederação Geral do Trabalho (CGT) é um sindicato anarcossindicalista da Espanha fundado em 1979 como resultado de uma cisão entre facções da Confederação Nacional do Trabalho devido às suas diferenças de posição sobre o processo de reorganização e reestruturação de organizações sindicais em 1977 durante a redemocratização da Espanha. De 1979 até 1989 teve nomes como CNT-Renovada, CNT-Congreso de Valencia ou simplesmente CNT, mas não CNT-AIT (eliminando a sigla de Associação Internacional de Trabalhadores). Em 1989, adotou o nome atual após a perda do direito à sigla CNT em uma disputa jurídica.
A CGT tinha entre 85.000 e 100.000 membros em 2018, sendo então o quinto maior sindicato do país. Além disso, à diferença da CNT, a CGT participa das eleições sindicais e pode vir a dirigir comitês de empresa. Incluídos os comitês de empresa que dirige, a CGT representa alguns milhares de trabalhadores além de seus filiados.

## História
Após a morte de Francisco Franco e início da Transição Espanhola, o movimento anarquista espanhol começou a recuperar da longa repressão que o levou a uma existência mínima no exílio. A Confederação Nacional do Trabalho, organização anarcossindicalista histórica, cresceu rapidamente, alcançando centenas de milhares de membros em poucos meses. Em 1977, embora a CNT não tivesse a popularidade que tinha em 1936, o movimento anarcossindicalista passava por uma agitação renovada na nova Espanha pós-Franco. Houve comícios, convocatórias e debates festivos. Em muitos casos, a CNT servia de alternativa para grupos de trabalhadores que não aceitaram as posições moderadas da CC.OO e UGT e sua subordinação aos partidos aos quais eram ligados (respectivamente, o PCE e o PSOE).

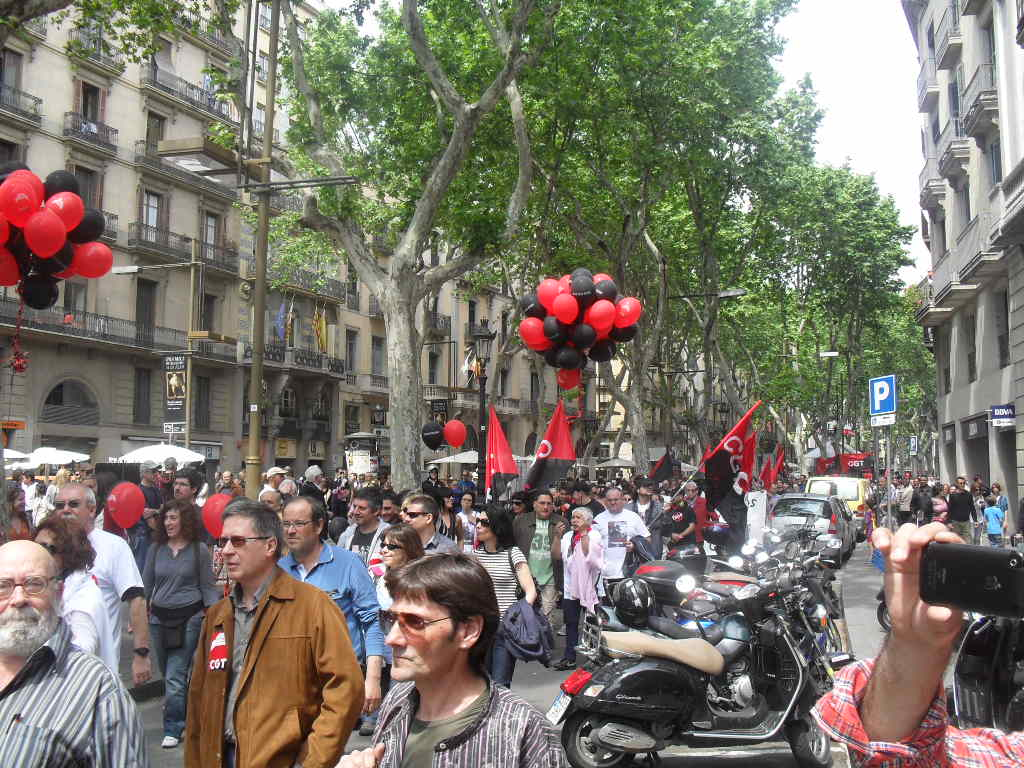
Membros da CGT em uma manifestação em 2011

A desaceleração do desenvolvimento da CNT começou a ocorrer em meados de 1978, e continuou esta trajetória ao longo de 1979 até ao V Congreso de CNT, realizado na Casa de Campo em Madrid. As causas da desaceleração, segundo os membros da CGT, foram o dogmatismo ideológico dentro da organização que excluía novos simpatizantes, as atitudes contraculturais de alguns setores do sindicato que prejudicaram a sua imagem entre os trabalhadores, a imagem de simpatizantes do terrorismo que a mídia governamental especialmente desde o Caso Scala, e a infiltração de informantes e policiais.
No Congresso de 1979 houve um forte enfrentamento entre duas facções do sindicato quanto à participação nas eleições sindicais: o sector a favor da participação abandonou o congresso, denunciando o clima de violência e falta de liberdade de expressão, e posteriormente estabeleceu seu próprio congresso. Dalí até 1989, existiram duas CNTs. A organização recém-criada foi conhecida como CNT Congreso de Valencia devido à realização de um congresso alternativo "extraordinário" ao de Madrid, dessa vez em Valência. Em 1983, a CNT (que em 1980 aderiu à AIT), sofreu uma nova cisão após os congressos de Barcelona e Torrejón de Ardoz, novamente graças à disputa em relação às eleições sindicais; Este grupo juntou-se ao CNT Congreso de Valencia para formar a uma organização só. A esse ponto, as duas CNTs passaram a ser diferenciadas como "CNT Renovada" e "CNT Histórica." Ao longo dos anos 1980, a CNT Renovada tornou-se maior que a CNT Histórica. Em 1989, as duas CNTs disputaram judicialmente a posse do nome histórico da CNT, com a facção anti-eleições sindicais prevalecendo, e a facção "Renovada" sendo obrigada a adotar um novo nome. Em 1990, uma facção dentro da CGT, mais radical que a facção majoritária, porém menos radical que a CNT, se separou do novo sindicato para formar a Solidaridad Obrera
Em 2023, a CGT, CNT-CIT e a Solidaridad Obrera firmaram um acordo histórico para a unidade de ação, visando superar as diferenças táticas e unir o campo anarcossindicalista. Além disso, tanto a CGT quanto a Solidaridad Obrera participam da organização europeia Coordinadora Roja y Negra.

## Semelhanças e diferenças em relação à CNT
A CGT e a CNT seguem sendo organizações muito similares em uma série de aspectos. Ambas reivindicam o anarcossindicalismo e a herança da CNT histórica, incluindo alguns de seus símbolos (ambas tem ¡A Las Barricadas! como hino, por exemplo), ambas são organizadas em torno do Federalismo libertário, e ambas tem como central para suas ações a defesa da autogestão e da ação direta. Apesar disso, e além da diferença de tamanho e mínima diferença na estrutura organizacional, as duas mantém certas distinções fundamentais:

### Participação nas eleições sindicais e nos comitês de empresa
As seções sindicais da CGT participam das eleições sindicais e podem integrar os comitês de empresa. Os delegados sindicais que formem parte dos comitês de empresa gozam de certos privilégios na Espanha, como a proteção de demissão e a possibilidade de parar de trabalhar para se dedicar a tarefas "estritamente sindicais" (se tornando um liberado sindical). As seções sindicais da CNT não participam das eleições e comitês, e se representam de forma autônoma. Ademais, se opõe à figura do liberado sindical, exigindo que seus delegados e lideranças sigam trabalhando ao mesmo tempo que engajam em atividades sindicais.

### Subvenções
A CGT recebe uma certa quantia de dinheiro do Estado na forma de subvenções em função do número de delegados obtidos nas eleições sindicais. A CNT, por não participar nas eleições sindicais, não é elegível para receber as subvenções. Além disso, vê na recepção de subvenções uma colaboração com o Estado e uma perda de autonomia. A CNT é financiada quase exclusivamente por seus próprios membros.